# こまばエミナース
こまばエミナースは、東京都目黒区大橋2丁目にあった、国民年金保険加入者の福祉増進を目的として社会保険庁が設置した国民年金保養センターのひとつ。施設自体は1979年に「国民年金中央会館」として開業したが、2009年には独立行政法人年金・健康保険福祉施設整理機構により、野村不動産に売却され、2010年閉館した。跡地には「プラウド駒場」が建てられている。

## 施設
ホールは500席収容であり、コンサートや演劇、ミュージカル・室内楽などの公演に対応していた。
客室は99室あった。